# 科地区
科地区（法語：pays de Caux，法語發音：[pe.i də ko]）是法国诺曼底的一个传统地区，涵盖了滨海塞纳省的大部分。科地区是塞纳河口以北至英吉利海峡沿岸的一个白垩高原，东部与布赖地区相邻，其海岸线被称为雪花石膏海岸（Côte d'Albâtre）。 
东部与布赖地区相邻。地区的主要城镇为勒阿弗尔、迪耶普、费康、伊沃托和埃特勒塔。

## 艺术
科地区距离巴黎不远，其险峻之景吸引了包括克勞德·莫奈和古斯塔夫·库尔贝在内的艺术家前去作画。

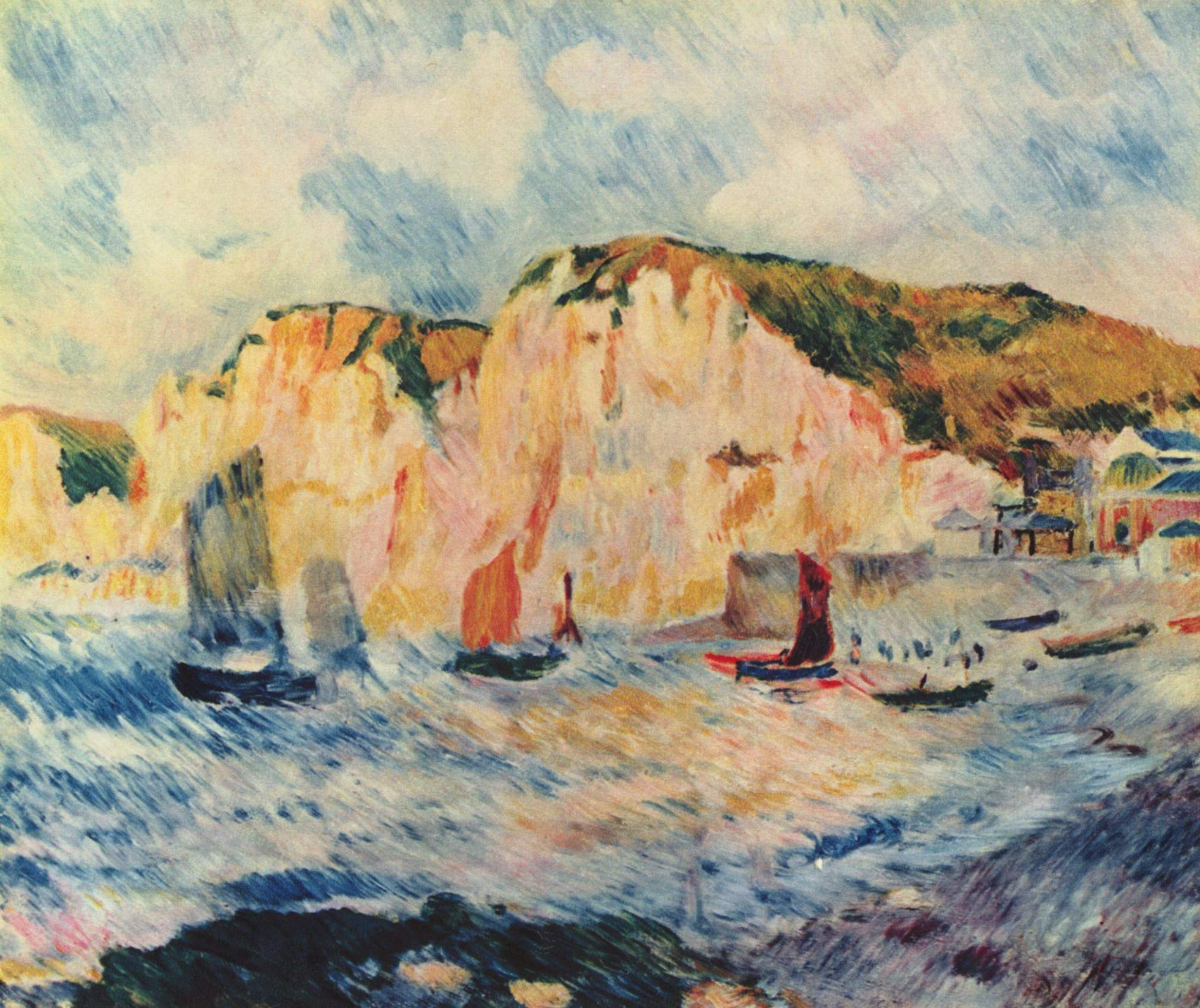
皮埃尔-奥古斯特·雷诺阿的《海与船》（Mer et Bateaux），作于1883年，现收藏于纽约大都會藝術博物館
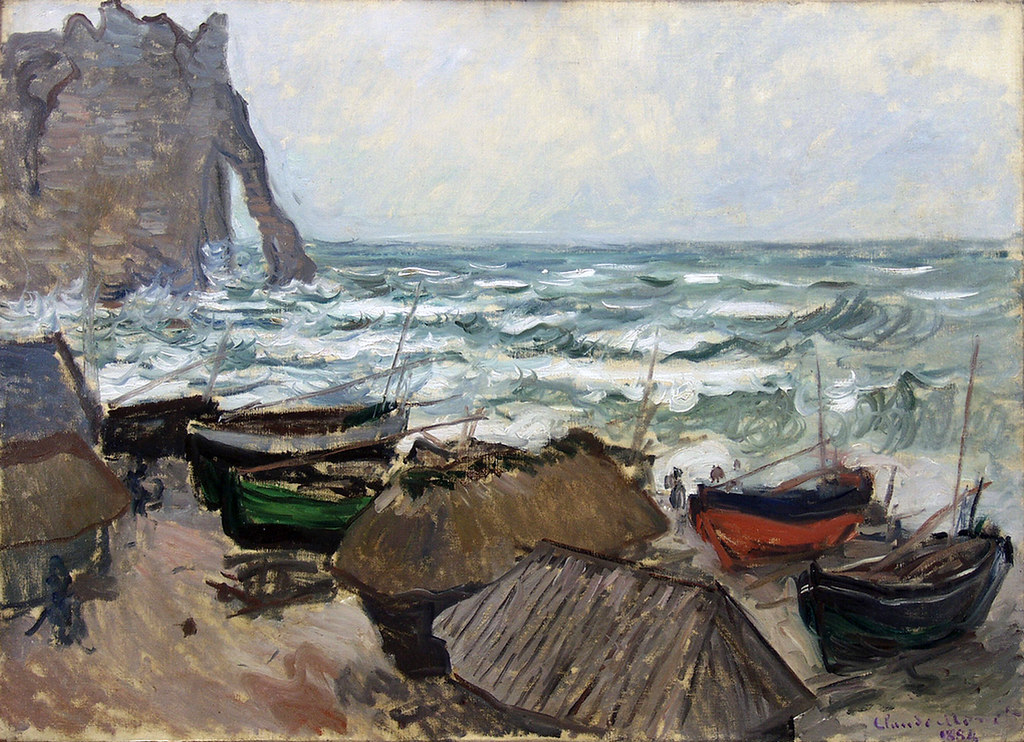
莫奈画作
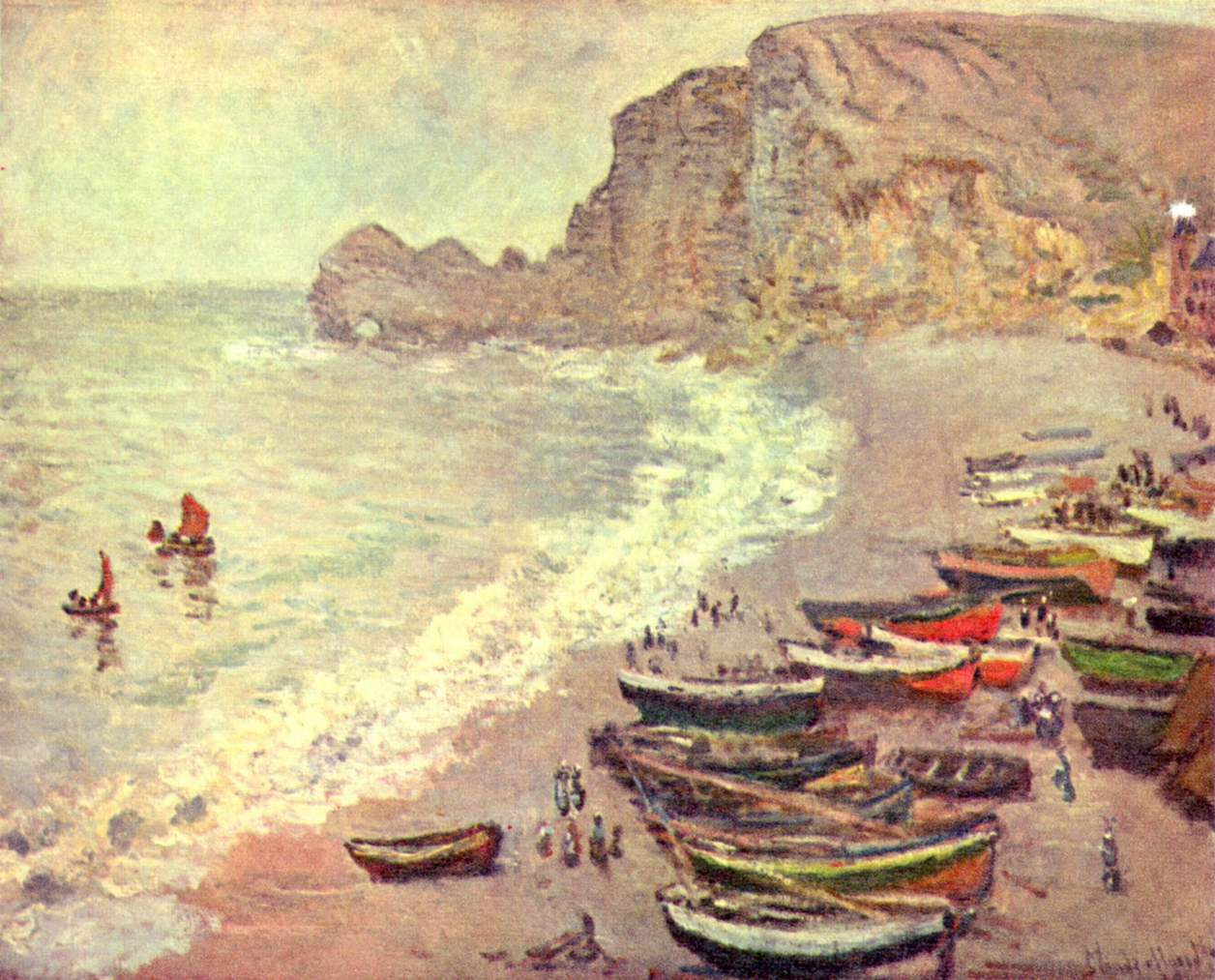
莫奈画作
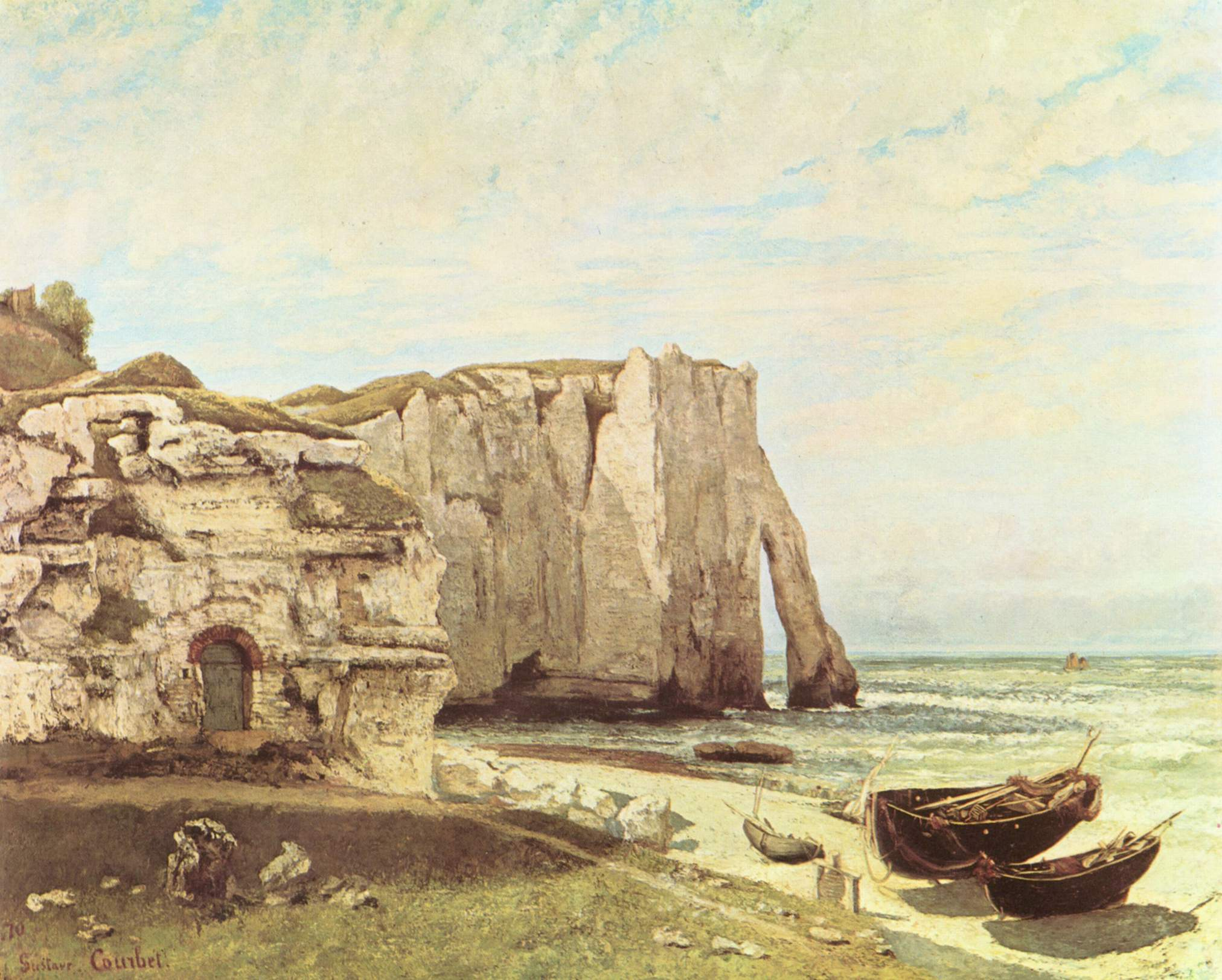
库尔贝画作